# Leies
Lies est une revue thématique de création littéraire et artistique à parution semestrielle fondée en 1985. Elle publie principalement de la poésie mais aussi des photographies en couleur. Les écrivains célèbres ou inconnus qui veulent que leurs textes soient imprimés dans cette revue doivent envoyer des poèmes inédits. 
Ce titre est subventionné par la région Nord-Pas-de-Calais.